# Filip Drljepan
Filip Drljepan (* 24. Mai 2003) ist ein österreichischer Fußballspieler.

## Karriere
Drljepan begann seine Karriere beim SK Cro-Vienna. Zur Saison 2016/17 wechselte er zum SC Team Wiener Linien. Im November 2019 debütierte er für die erste Mannschaft des TWL in der Regionalliga. Dies blieb in der COVID-bedingt abgebrochenen Saison 2019/20 sein einziger Einsatz. In der ebenfalls abgebrochenen Spielzeit 2020/21 absolviert der Verteidiger sechs Regionalligapartien.
Zur Saison 2021/22 wechselte er zu den viertklassigen Amateuren des SKN St. Pölten. Nach 20 Einsätzen für die Amateure debütierte Drljepan im Mai 2022 bei seinem Kaderdebüt für die Profis in der 2. Liga, als er am 28. Spieltag der Saison 2021/22 gegen den SC Austria Lustenau in der 82. Minute für George Davies eingewechselt wurde. Für St. Pölten kam er insgesamt zu acht Zweitligaeinsätzen.
Zur Saison 2023/24 wechselte er zum Ligakonkurrenten SV Horn, bei dem er einen bis 2024 laufenden Vertrag erhielt. Für Horn kam er bis zur Winterpause fünfmal zum Einsatz. Im Jänner 2024 löste er seinen Vertrag wieder auf. Anschließend kehrte er zum Regionalligisten TWL Elektra zurück.